# Астрономічна обсерваторія Львівського університету
Астрономічна обсерваторія Львівського університету  — науково-дослідна установа Львівського національного університету імені Івана Франка. Одна із найстаріших астрономічних обсерваторій Східної Європи, заснована 1771 року.

## Структура обсерваторії
Основними структурними підрозділами обсерваторії є наукові відділи, які сформовано відповідно до основних напрямків досліджень:
- відділ фізики Сонця;
- відділ фізики зір і галактик;
- відділ релятивістської астрофізики та космології;
- відділ практичної астрономії та фізики ближнього космосу.

Обсерваторія також має такі допоміжні структури: бібліотека Астрономічної обсерваторії; відділ технічного обслуговування телескопів; господарська група.

## Історія

### Заснування обсерваторії
Перші документально підтверджені астрономічні спостереження у Львові датовані серединою XVIII століття. У контексті із ними згадується покровитель Львівського єзуїтського колегіуму (в майбутньому — Львівського університету), видатний релігійний діяч, львівський архієпископ, Вацлав Єронім Сєраковський (1700—1780 рр.). У технічних аспектах йому допомагав канонік із Бжозова, отець Домінік Лисогорський. Відомо також, що він у 1764 році у маєтку В. Сєраковського в Оброшине (передмістя Львова) спостерігав затемнення Сонця за допомогою астрономічного годинника, квадранта із зоровою трубою та мікрометром, а також телескопа Ньютона. Саме спостереження ксьондза Лисогорського згадуються у протоколах Паризької Академії та у Віденських астрономічних ефемеридах.

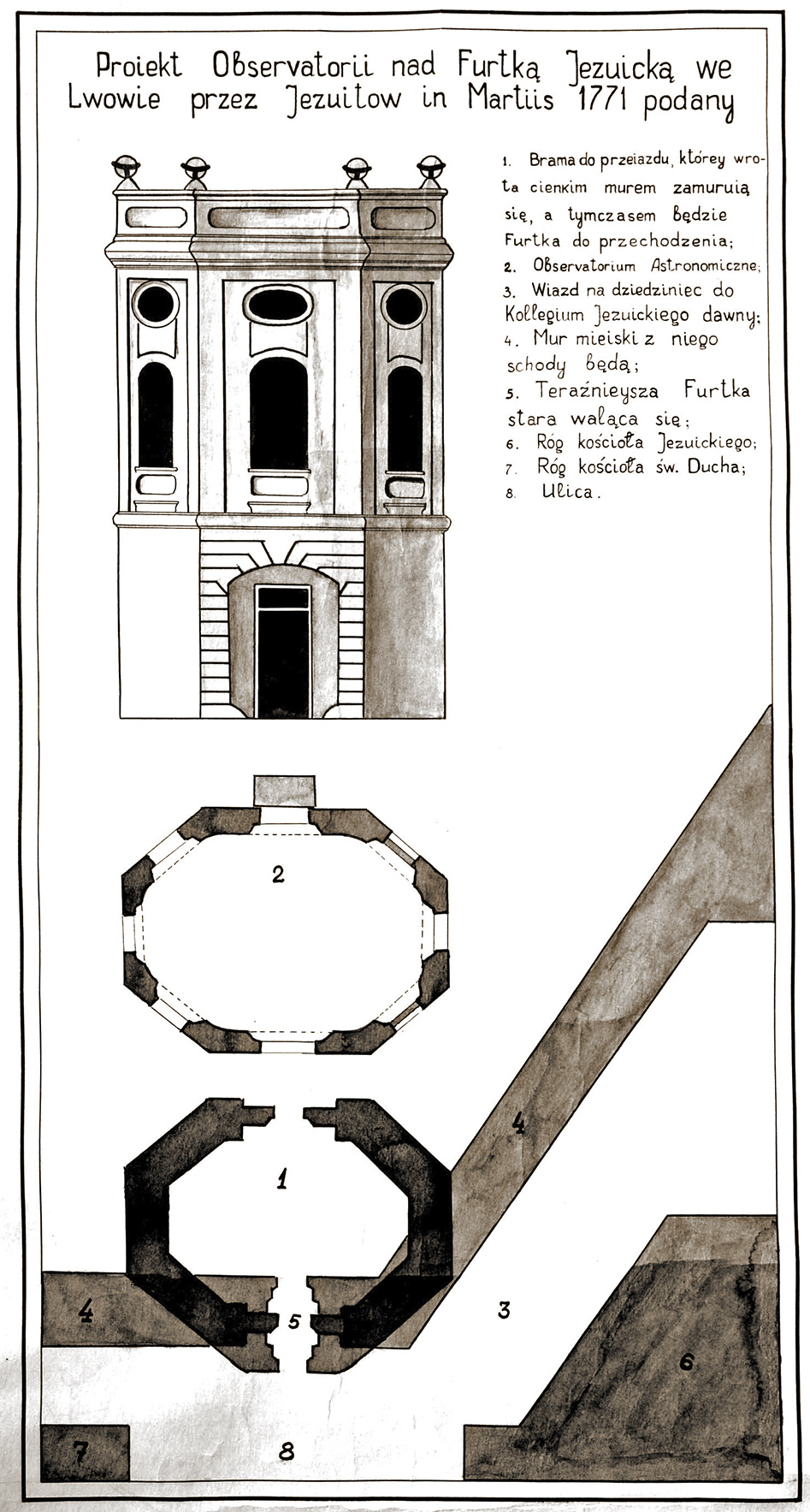
Копiя проєкту астрономiчної обсерваторії 1771 року С.Сераковського

Першу згадку про будівництво обсерваторії знайдено в архівній збірці витягів із львівських міських актових книг про діяльність ордену єзуїтів у Львові (ЦДІА фонд № 52, Опис № 1, Справа № 234): «Року 1771, дня 27 квітня, Єзуїтський колегіум, бажаючи збудувати у Львові астрономічну обсерваторію, домагався від міста дозволу на зруйнування старої хвіртки, замість якої коштом колегіуму збудувати нову разом із астрономічною обсерваторією, на що місто Львів, з долученням королівської згоди, дало дозвіл додавши таку умову, щоб коли ця обсерваторія згодом не буде необхідною для використання з навчальною метою, повернути її місту». Додатково місто давало на виконання робіт чотири тижні, вимагало також від єзуїтів облаштувати прилеглу територію, самим розробити проєкт, і розмістити на хвіртці герби міста. Цей факт підтверджує інший архівний документ, фотокопія латиномовного рукопису Вєлєвіча «Історія Львівської колегії єзуїтів», де зазначено: «15 травня 1771 року превелебний канонік Мошинський отримав від превелебного отця Домініка Зельонки посаду управителя Колегіуму. Всередині травня Колегіум збудував астрономічну обсерваторію на міському ґрунті, перед тим уклавши з містом належну угоду, а також склавши відповідні обопільні умови. На стіни тієї будови отець Себастьян Сераковський ордену єзуїтів за згоди настоятелів перший вніс 10 тисяч польських золотих. Решту видатків Колегіум взяв на себе.»
З приєднанням Галичини до Австрії астрономічна обсерваторія отримала завдання від австрійського уряду провести геодезичну зйомку Галичини і Льодомирії. Керував роботами Йозеф Ксавер Лісґаніґ (1719—1799), екс-єзуїт, що до скасування ордену був префектом астрономічної обсерваторії у Відні, а асистував йому молодий вчений, австрійський інженер Франц Ксавер фон Цах (1754—1832), який згодом став визначним астрономом: заснував у 1787 році в Зеебергу (Гота) найсучаснішу за оснащенням обсерваторію, видавав один із перших регулярних астрономічних журналів — «Щомісячна кореспонденція» («Monatlische Corespodenz»), організував перший в історії з'їзд астрономів. Історик астрономії професор П. Броше з астрономічної обсерваторії Бонна у 1984 р. у статті «Астроном Герцогині», що присвячена 150-річчю смерті Ф. Цаха, стверджує, що у 1776 р. він працював у Львівській астрономічній обсерваторії
Після реформи Львівського університету австрійським урядом, астрономія протягом довгого часу була розділом фізики. Деякі з професорів, які читали курс фізики, писали наукові та науково-популярні курси лекцій з астрономії. Так, Франц Гюсман (1741—1806), який з 1774 р. викладав фізику у Львівському університеті, а до того був професором астрономії в інших колегіумах, дав опис Землі з точки зору фізики та астрономії («Beitrage zur Bestimmung des Alters unserer Erde» у двох томах) та виконав наукову роботу «Efemerides astronomikal absente Helio in Norvegia pro 1776».
Будівля обсерваторії вижила під час знесення міських мурів Львова у 1777 році, тоді хвіртку перебудували на браму, через яку могли вже рухатися карети. У 1784 році університет знову реформували, цього разу набагато радикальніше, утворився практично повністю німецький університет імені Франца-Йозефа ІІ. У фундаційному дипломі цього університету обсерваторія вже не згадується. Останню згадку про цю обсерваторію знайдено в «Історії університету», де процитовано запит із надвірної канцелярії губернатора, датований 1783 роком, стосовно бажаного місця закладення нового будинку для астрономічної обсерваторії, бо дотогочасова має затулену північну й східну частини неба, а переїзд важких карет через браму призводить до дрижання інструментів і заважає магнітним спостереженням. Очевидно, що стару обсерваторію розібрали, але нової не збудували. Підтвердженням цього є публікація в журналі «Monatlische Corespodenz», том 4, листопад 1801 р., сторінки 547—558. Це лист невідомого львівського міщанина до Ф. Цаха (існує припущення, що лист написав сам Цах) і відповідь на нього, де змальовується стан Львівської обсерваторії.
Документальних свідчень про роботу Астрономічної обсерваторії, як місця проведення регулярних спостережень за небесними світилами, впродовж більшої частини XIX ст. немає. Астрономічні знання, проте, накопичувались і активно пропагувались. Вченими університету, такими як Авґуст Кунцек, Іґнац Лемох, Войцех Урбанський та ін., у Львові за цей період була видана низка підручників, наукової і науково-популярної літератури.

### Відродження

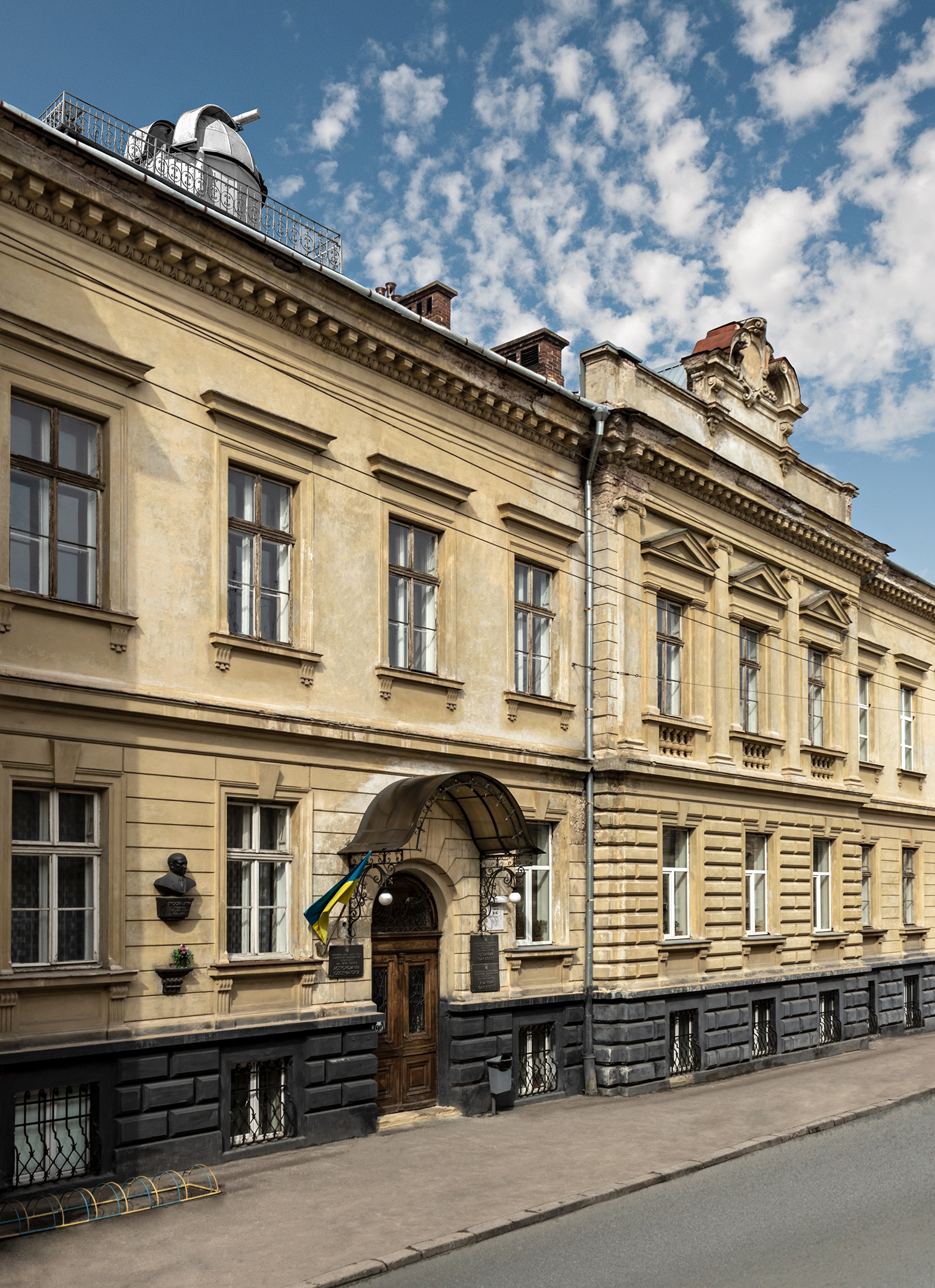
Корпус фізичного факультету та Астрономічної обсерваторії на вул. Кирила і Мефодія (вигляд з вулиці). Ліворуч вгорі видно фрагмент дахового майданчика та купол павільону з рефрактором Цейса

Відродження астрономічної школи у Львові наприкінці XIX ст. пов'язане із розвитком Львівської Політехніки. За дату відліку можна взяти 1871 р., коли у Політехніці було відкрито кафедру геодезії і сферичної астрономії. Під час будівництва нового корпусу Політехнічної школи було навіть передбачене місце для астрономічної обсерваторії, хоча з інструментальним оснащенням склалося не надто добре. Згодом виділилася окрема кафедра сферичної астрономії та вищої геодезії (в складі неї була астрономічна обсерваторія), котрою із 1895 р. завідував Вацлав Ласка, який переїхав із Праги. Він розширив спостережувальну матеріальну базу цієї обсерваторії, закупивши кілька нових приладів. Спостереження мали головно прикладний характер, визначення часу і географічних координат. В. Ласка заснував сейсмологічну станцію при астрономічній обсерваторії Львівської Політехніки, написав низку статей (в більшості з сейсмології), а також підручник із сферичної астрономії (Львів, 1901).
Розвиток природничих наук у Львівському університеті спонукав його професорський склад звернутись у 1877 р. до Міністерства в справах освіти у Відні із клопотанням про відкриття у Львівському університеті кафедри астрономії. Аж після двадцятирічного очікування, у 1897 р. це питання було вирішене позитивно і Міністерство у справах освіти затвердило професора, завідувача кафедри сферичної астрономії та вищої геодезії, директора астрономічної обсерваторії Львівської Політехніки Вацлава Ласку приват-доцентом астрономії Львівського університету. У 1900 р. міністр затвердив акт габілітації доктора Марціна Ернста на посаду приват-доцента з астрономії Львівського університету, який у 1902 р. розпочав систематичне викладання курсу астрономії в університеті. У 1907 р. М. Ернста було призначено екстраординарним, а у 1912 р. — ординарним професором астрономії Львівського університету. У зв'язку із відкриттям кафедри астрономії у 1900 р. в університеті був створений астрономічний інститут, про що свідчить щорічник «Мінерва» за 1906—1907 р.р. Саме М. Ернст започаткував регулярні астрономічні спостереження. Крім спостережень для визначення часу, проводились спостереження планет і комет, зенітні спостереження зір для визначення широти методом Талькота, спостереження затемнень, покриття зір Місяцем, змінних зір, метеорів, нових зір, проходження Меркурія по диску Сонця тощо. Два рази М. Ернст виїздив для спостережень повних сонячних затемнень: у 1905 р. в Іспанію та в 1914 р. у Крим. М. Ернст особисто доклався до розвитку спостережувальної бази обсерваторії. В університетському корпусі на вул. Длугоша, 8 (тепер вул. Кирила і Мефодія, 8) для астрономічного інституту було надано приміщення для обсерваторії із майданчиком для спостережень. За час перебування проф. М. Ернста на посаді директора придбано рефрактор Мерца-Зендтнера (D=134 мм, F=180 см), універсальний інструмент, маятниковий годинник фірми Сальмоіраджі, середній сонячний хронометр Дітісгейма та ряд дрібних лабораторних приладів. В обсерваторії була започаткована астрономічна бібліотека. За часів М. Ернста кафедра астрономії та астрономічна обсерваторія працювали як єдиний навчальний комплекс, штат якого (професор, асистент, препаратор) забезпечував проведення лекційних, практичних та лабораторних робіт з курсу астрономії. Саме тому залишалося дуже мало часу для здійснення наукових досліджень та спостережень. Але такою була класична схема, яка діяла на початку XX століття в усіх університетах світу.
Два роки після смерті М. Ернста (1930—1932 р.р.) директором-наставником Обсерваторії та завідувачем кафедри астрономії був видатний вчений-геофізик, почесний професор Львівського університету з 1912 р. Генрик Арцтовський. В 1932 р. на цю посаду призначено доктора Евгеніуша Рибку, який відновив набір студентів, які слухали курси астрономії, розширив штат, наукову тематику та інструментарій обсерваторії, розпочав спостереження змінних зір різних типів і роботи в галузі зоряної фотометрії. У тому ж році астрономічна обсерваторія отримала новий статус і назву Астрономічний інститут.

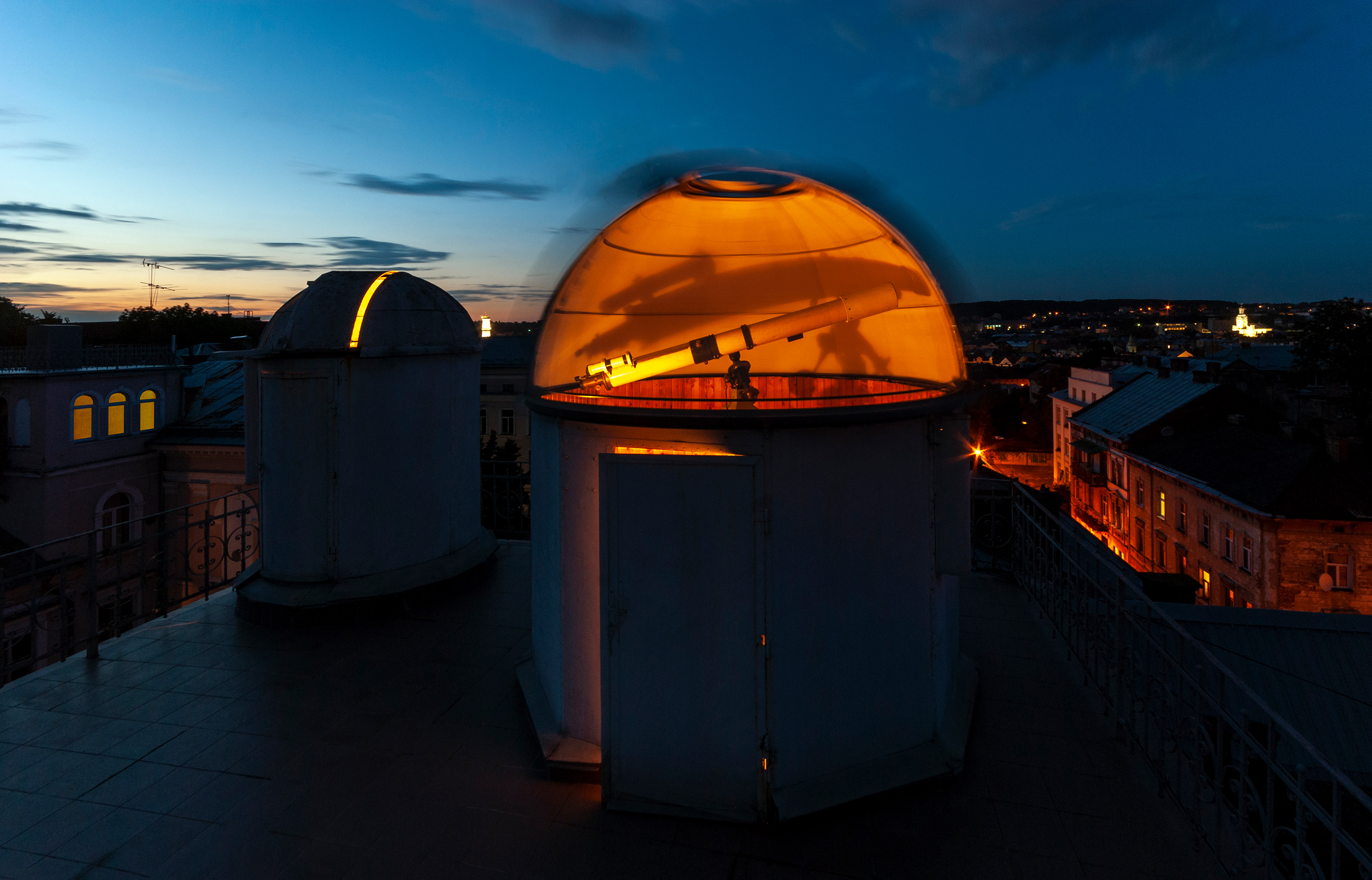
Вечірнє фото рефрактора Цейса Астрономічної обсерваторії Львівського університету

Започатковується видання англійською мовою «Contributions from the Astronomical Institute of Lvov University». З метою зміцнення матеріальної бази та організації систематичних спостережень придбано зоряний та сонячний хронометри фірми Нарден, у 1934 р. в астрономічній обсерваторії Віденського університету виготовлено камеру з об'єктивом триплет Цейса (D=100 мм, F=50 см), збудовано три металеві павільйони для рефрактора Мерца, астрокамери (D=140 мм, F=70 см) і для рефрактора Цейса (D=130 мм, F=240 см), у 1935 р. придбано мікрометр Схілта та інше обладнання. Після монтажу обладнання Е. Рибка продовжує роботи з фотографічної фотометрії зір, які він започаткував, працюючи ще у Варшавській обсерваторії, для складання каталогу фотовізуальних величин близькополюсних зір. Крім цієї роботи проводились спостереження окремих змінних зір різних типів, нових зір, покриття зір Місяцем. Також Рибка планував винесення спостережувального майданчика за межі центра міста, і навіть отримав для цього фінансування.
Війна внесла свої корективи в роботу обсерваторії, але не зупинила її. Було реквізовано деякі книги, арифмометри та хронометр. Решта обладнання вдалося зберегти від вивезення до Німеччини завдяки відвазі та винахідливості професора Е. Рибки.

### Повоєнний період

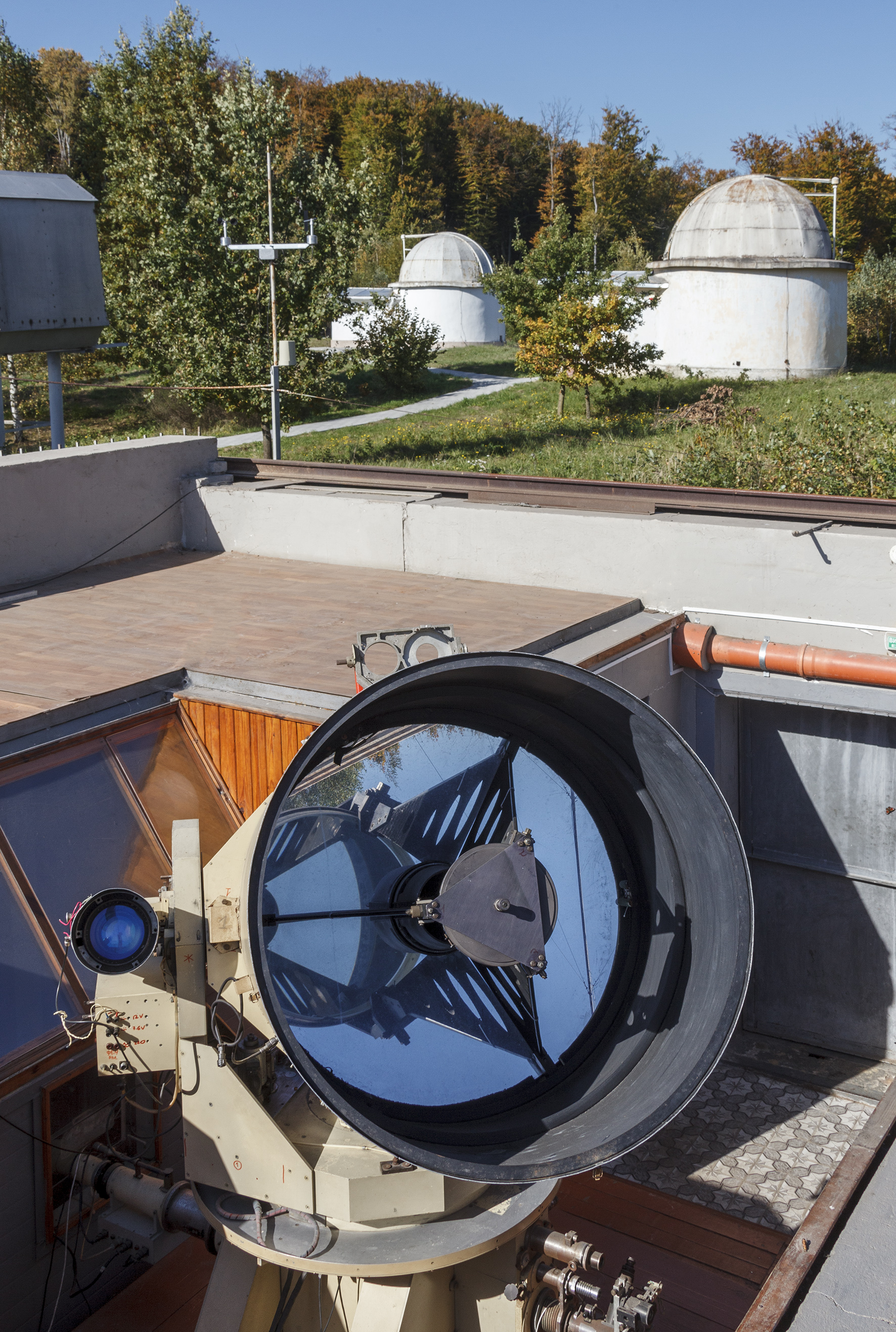
Павільони телескопів АЗТ-14, АВР-2 та ТПЛ-1М на Заміській станції спостережень в смт Брюховичі (вул. Нова, 7)

У вересні 1945 р. всі працівники польського походження виїхали до Польщі. Штат обсерваторії поповнюється за рахунок переїзду до Львова вчених з інших астрономічних закладів СРСР, розширюється тематика наукових досліджень: фізика Сонця (В. Степанов, Т. Мандрикіна, Р. Теплицька, Г. Радіонов), сонячна активність та сонячно-земні зв'язки (М. Ейгенсон), небесна механіка (Н. Єлєнєвська, В. Рогаченко), фізика зір, міжзоряного середовища та релятивістська астрофізика (С. Каплан). Керівництво обсерваторією у післявоєнні роки (1945—1950 р.р.) було покладене на професора І. Сирокомського. У цей час проводяться фотографічні спостереження змінних зір, нових зір, комет, місячних затемнень. Розпочинається видання Циркуляру Львівської астрономічної обсерваторії. Астрономічна обсерваторія стала науковою установою університету.
У 1940 р. Астрорадою АН СРСР було ухвалене рішення про будівництво заміської бази спостережень Львівської астрономічної обсерваторії. У 1950 р. вибрали місце в смт Брюховичі і в 1951 р. постановою Ради Міністрів УРСР відводиться ділянка площею 3.4 га. Перша черга будівництва здійснена у 1957—1960 рр., коли астрономічна обсерваторія отримала фінансування за програмами спостережень, які виконувались у рамках Міжнародного геофізичного року. У цей період поповнюється інструментарій обсерваторії: у 1957 році було придбано хромосферно-фотосферний телескоп АФР-2, у 1959 р. — візуальний рефрактор АВР-2, координатно-вимірювальна машина КИМ-3. За технічним завданням обсерваторії в 1960 р. на ЛОМО виготовлено 48 см рефлектор АЗТ-14, який оснащується електрофотометром і використовується для фотометричних спостережень змінних зір.
У 1957 р. за наказом Міністерства Вищої освіти та АН СРСР при астрономічній обсерваторії була організована станція оптичних спостережень штучних супутників Землі, яка проводила регулярні візуальні, фотографічні, а згодом і фотометричні спостереження ШСЗ.
З 1988 р. розпочата локація супутників лазерним віддалеміром ЛД-2 та його модернізація (спільно з ДМЦ «Оріон», Алчевськ) з метою підвищення надійності, точності та швидкості обробки спостережень (О. Логвиненко, Я. Благодир). У 1992 році Міністерство освіти ухвалило рішення про створення мережі пунктів лазерно-локаційних комплексів четвертого покоління. У цю програму ввійшла і астрономічна обсерваторія Львівського університету. У 1992—1998 рр. був побудований павільйон, закуплено та змонтовано обладнання необхідне для лазерного комплексу на базі 1 м телескопа ТПЛ-1М. У грудні 1998 року були отримані перші результати лазерної локації ШСЗ, а із серпня 2002 р. року пункт лазерної локації астрономічної обсерваторії Львівського національного університету імені Івана Франка включено до глобальної світової мережі (ILRS) як такий, що задовольняє світовим вимогам за точністю спостережень (О. Логвиненко, Я. Благодир, Б. Мелех, А. Білінський).
|                                                |  |  |
| Пам'ятна монета НБУ присвячена обсерваторії ЛУ |  |  |

Розпочаті в повоєнні роки напрямки досліджень продовжили наступні покоління львівських астрономів. Дослідження будови зір та міжзоряного середовища успішно продовжували І. Климишин, Ю. Скульський, В. Головатий, О. Яцик, Б. Новосядлий, Б. Мелех. Значного розвитку дослідження фізичних процесів в атмосфері Сонця набули в роботах Б. Бабія, П. Олійника, М. Стоділки, М. Ковальчук, І. Лаби, М. Гірняк. Фотометричні дослідження змінних зір продовжили Я. Капко, І. Шпичка, О. Ейгенсон, О. Яцик, В. Касеркевич. Розпочаті нові напрямки: з початку 70-х років проводяться дослідження зоряних скупчень за допомогою методів статистичного моделювання та багатомірного статистичного аналізу (О. Ейгенсон, О. Яцик), а з кінця 80-х — теоретичні роботи з проблеми походження галактик та великомасштабної структури Всесвіту (Б. Новосядлий, Ю. Чорній, С. Апуневич, Ю. Кулініч, О. Сергієнко). В обсерваторії створено вертикальний сонячний телескоп разом із дифракційним спектрографом подвійного відбивання (В. Степанов, А. Копистянський, Ф. Стасюк), модернізовано апаратуру для фотографічних спостережень ШСЗ (О. Логвиненко), виготовлено низку багатоканальних супутникових фотометрів (Е. Вовчик, Я. Благодир). Відповідно до цих напрямків досліджень у березні 2003 р. сформовано структуру обсерваторії, яка включає 4 наукові відділи: відділ фізики Сонця, відділ фізики зір і галактик, відділ релятивістської астрофізики і космології, відділ практичної астрономії та фізики ближнього космосу, та два допоміжні — бібліотека та господарська група. У 2006 р. сформовано відділ технічного обслуговування телескопів.

## Керівники обсерваторії
- 1770—1773 — Себастьян Сераковський (1743—1824) — Перший директор обсерваторії
- 1773—невідомо — Йозеф Лісґаніґ (1719—1799)
- 1783—фактичне закриття обсерваторії (стара будівля обсерваторії була розібрана, нової не з'явилось)
- 1900—відкрито кафедру Астрономії, а потім і Астрономічний інститут в Університеті,
- 1907 — новостворений Інститут очолив Марцін Ернст (1869—1930)
- 1930—1932 — Генрик Арцтовський
- 1932—1945 — Еугеніуш Рибка. Астрономічний інститут стає Астрономічною обсерваторією.
- 1946—1953 — Володимир Євгенович Степанов
- 1953—1959 — Моріс Семенович Ейгенсон
- 1959—1977 — Капко Ярослав Теодозійович
- 1977—2002 — Олександр Олексійович Логвиненко
- 2002—сьогодні — Богдан Степанович Новосядлий